# گراسیه‌لا تننبائوم
گراسیه‌لا تننبائوم (اسپانیایی: Graciela Tenenbaum‎؛ زادهٔ ۱۹۵۸ میلادی) بازیگر سینما و تلویزیون اهل آرژانتین بود.
از فیلم‌هایی که وی در آن نقش داشته است، می‌توان به ناین کوئینز و همان عشق، همان باران اشاره نمود.